# Щедрик європейський

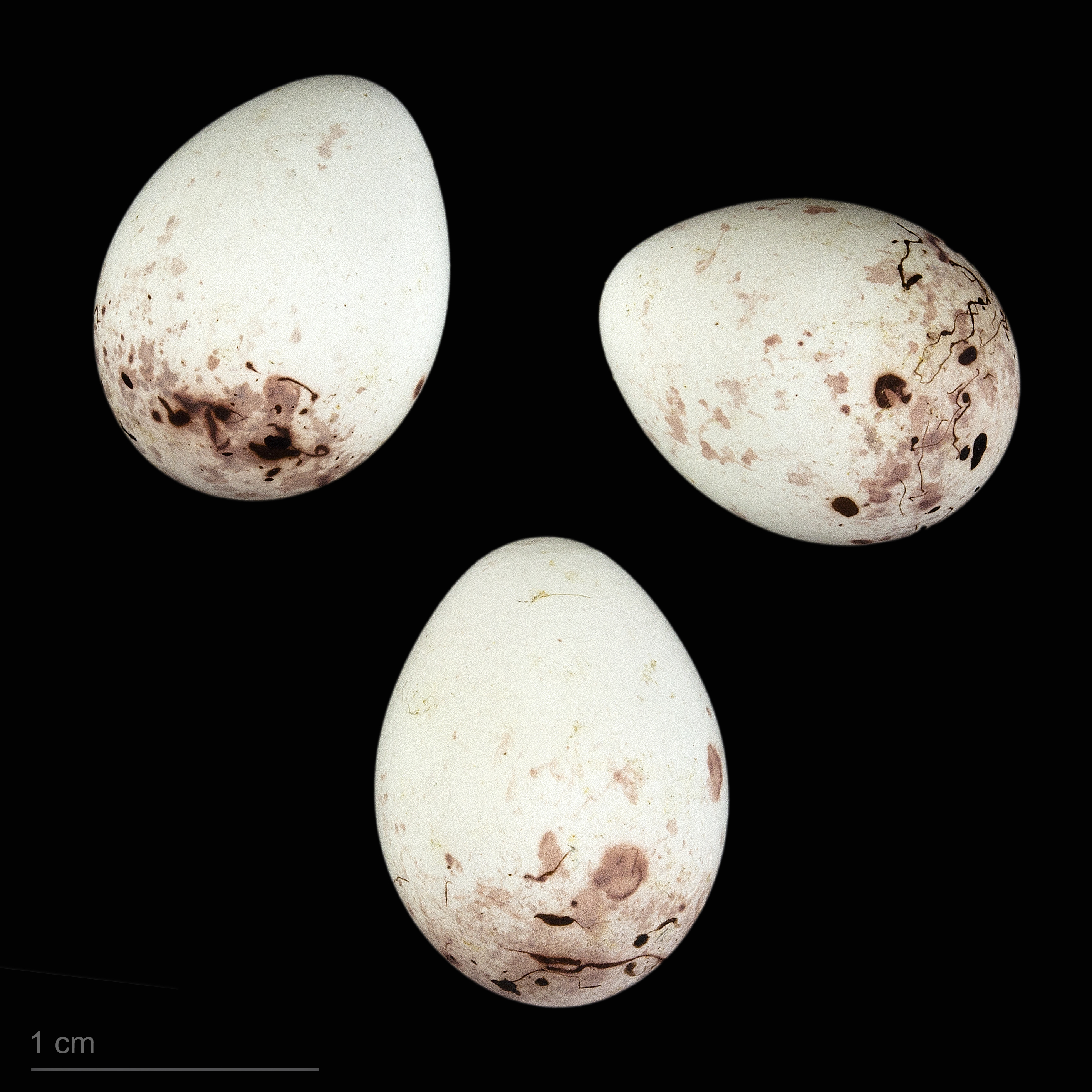
яйце Serinus serinus - Тулузький музей

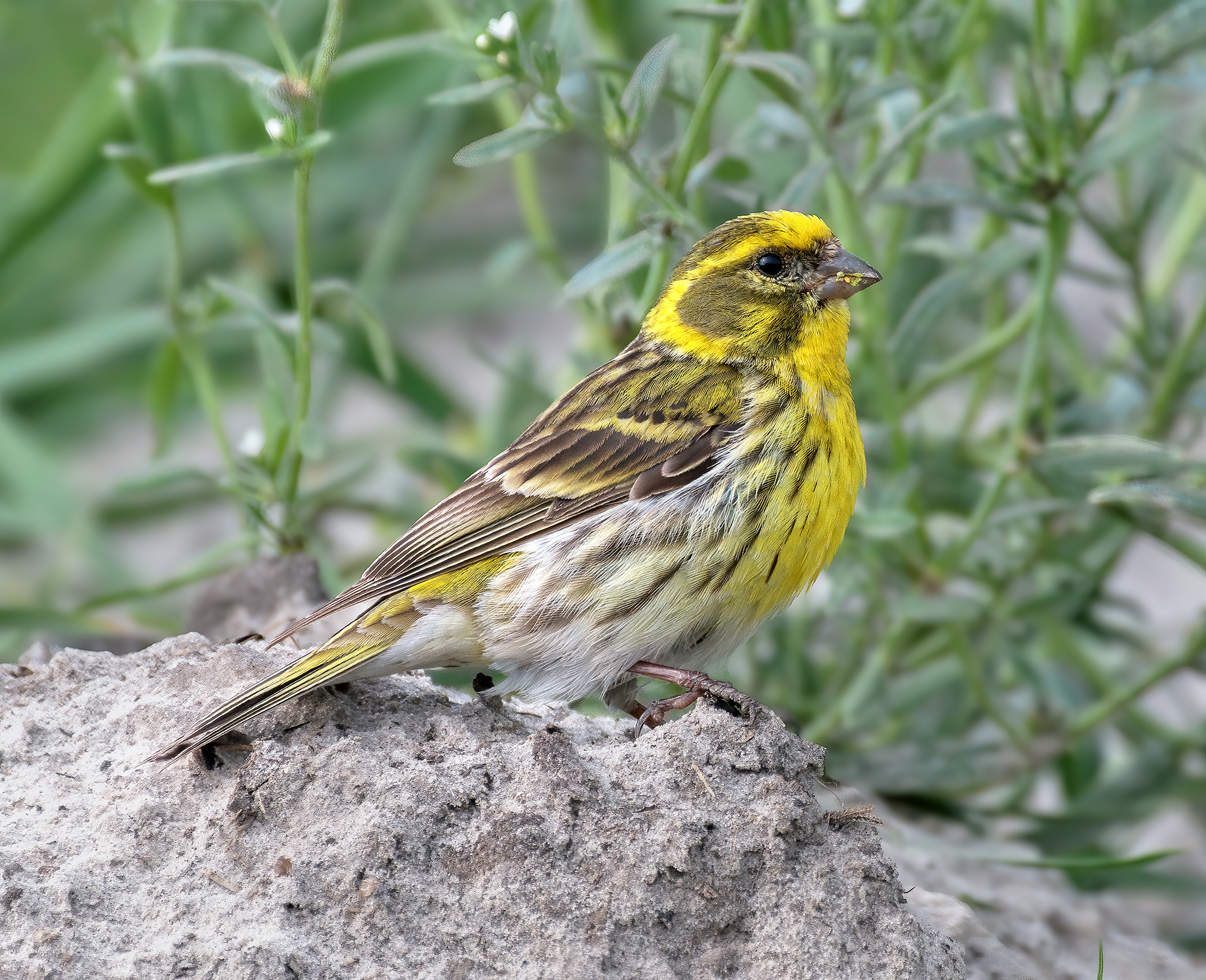
Щедрик європейський

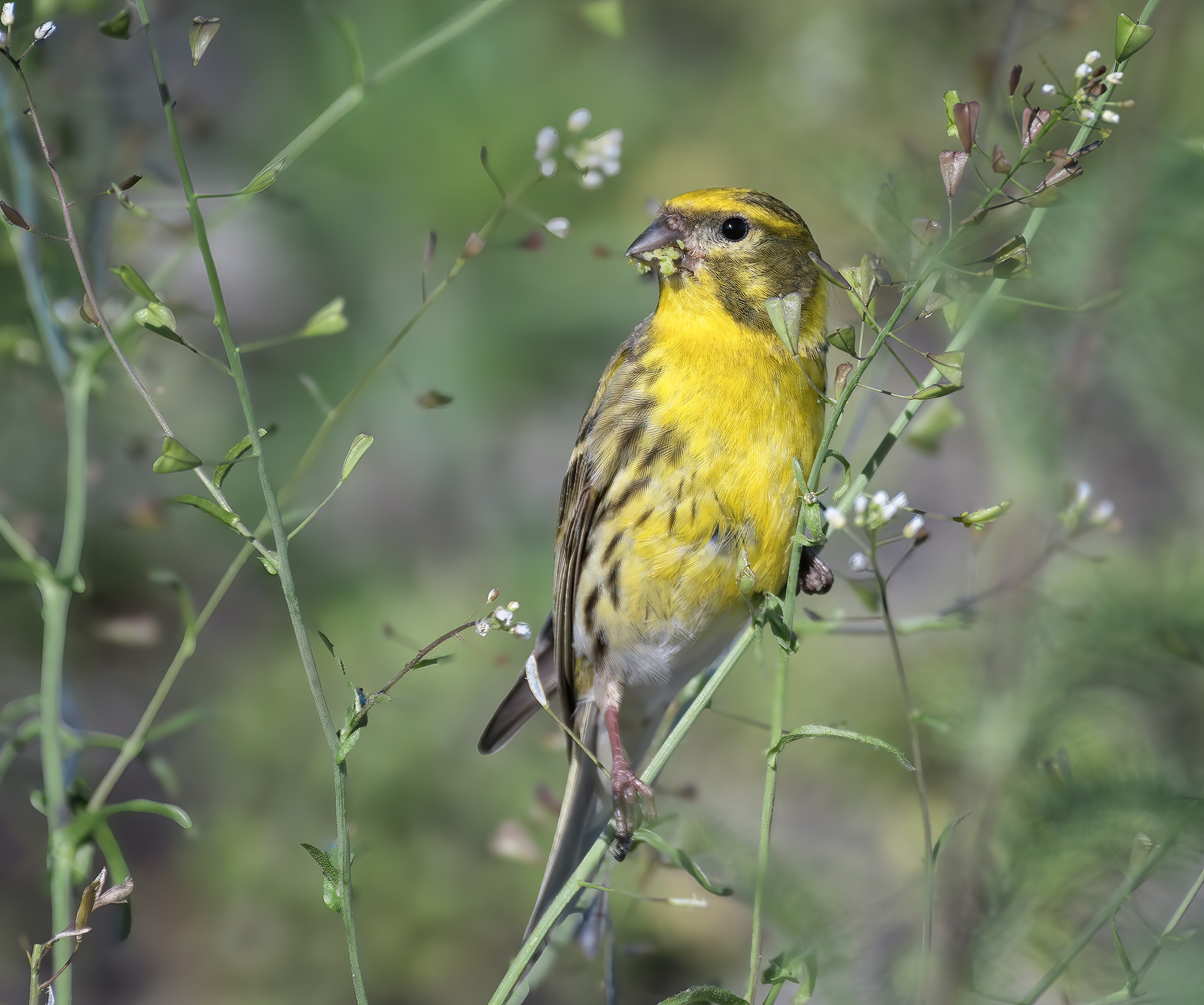
Щедрик європейський

Ще́дрик європейський, в'юро́к кана́рковий (Serinus serinus) — дрібний птах ряду горобцеподібних. Масою тіла не більше 15 г. Гніздиться окремими парами, оселяється у парках і скверах, особливо там, де є хвойні дерева, хоча це не обов'язкова умова його присутності. На окремих ділянках тримається розрідженими групками з кількох пар.

## Поширення
Область гніздування весь час змінюється. Зараз поширені в західній і центральній Європі (на північ до Санкт-Петербурга, на схід до центральних областей України), в північно-західній Африці, на Азорських і Канарських островах, у Туреччині і Сирії. У північних районах зони поширення птахи перелітні, в південних — осілі, частково кочові. В Україні поширені як гніздові птахи в західних областях, у Карпатах, у центральних районах Полісся, Лісостепу. Розселяються на схід. Залітають і у східні райони.
Великий осередок гніздування з'явився на межі трьох областей України, Дніпропетровська/Донецька/Запорізька. Веде себе активно, потроху замінюючи звичайних горобців в трьох селах одночасно.

## Зовнішній вигляд
У природі визначаються за малими розмірами і зелено-жовтим забарвленням нижньої частини тіла. У самців дуже характерна токова поведінка: вони розпускають хвіст і крила, крутяться на гілках дерев і в повітрі, весь час співають. Пісенька характерна, тріскотлива, складається з коротких складів І дзюркотливих трелей. Трохи подібна до крику цикад. Позивні крики, які птахи подають, коли летять, коротенькі «тірлі» або «жьюіі». Імовірно, саме через характер швидкомовної пісні птах отримав свою українську назву «щедрик».

## Річний цикл
На місця гніздування прилітають у кінці березня — на початку квітня. Гнізда на деревах, невисоко над землею. Вони майстерно сплетені зі стебел трав, корінців, моху і лишайників, вимощені кінським волосом, рослинним пухом, пір'ям. Повна кладка з 4—5 білувато-блакитних, з темними крапками та рисками яєць, двічі за сезон, у травні й в кінці червня — на початку липня. Насиджує самка, 13 днів, самець весь час годує її. Пташенята залишаються в гнізді близько двох тижнів.
Осінній відліт починається у вересні й закінчується в жовтні. Птахи з України зимують у країнах Середземномор'я.

## Живлення
Живляться насінням і бруньками рослин. Навесні та влітку поїдають також дрібних комах. Пташенят вигодовують комахами.

## Охорона
Корисні та декоративні птахи. Потребують охорони, їх можна приваблювати, насаджуючи дерева з густою кроною.

## Галерея

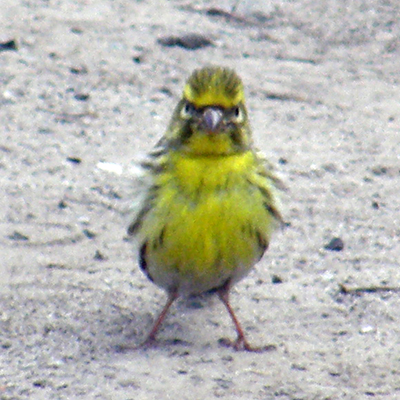
Канарковий в'юрок, Броварський р-н, Київська обл.
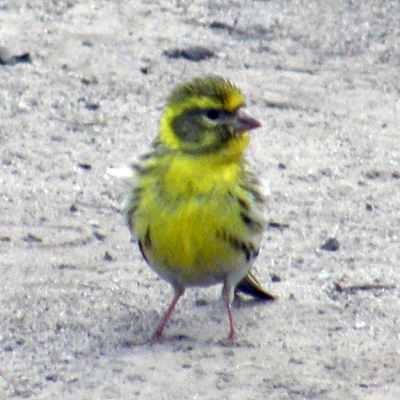
Щедрик на північному сході України
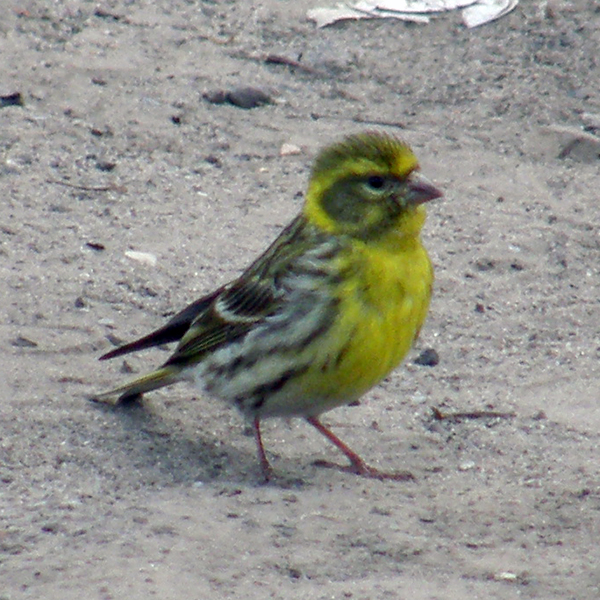